# Університет Паннонії
Університет Паннонії (до 1 березня 2006 року: Веспремський університет, угор. Pannon Egyetem (PE), Veszprémi Egyetem) — університет, розташований в угорському місті Веспрем. Був заснований в 1949 році і сьогодні складається з п'яти факультетів: мистецтва і гуманітарних наук, інженерного, сільського господарства, економіки та інформаційних технологій.